# Kurtziella accinctus
Kurtziella accinctus é uma espécie de gastrópode do gênero Kurtziella, pertencente a família Mangeliidae.